# De kat de bel aanbinden

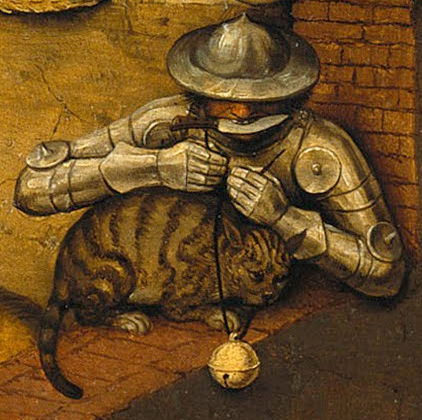
Detail uit Nederlandse Spreekwoorden van Pieter Bruegel.

De kat de bel aanbinden is een uitdrukking, gebaseerd op een zeer oude fabel, soms ook de Vergadering van de muizen genoemd, waarvan de oorsprong niet geheel duidelijk is. 

## Verhaal
Een kat terroriseert alle muizen in huis. De muizen beslissen een vergadering te houden en een manier te bedenken om het schrikbewind van de kat te stoppen. Veel plannen worden besproken en afgekeurd. Uiteindelijk komt een jonge muis met het idee een bel om de nek van de kat te binden. Als de kat dan nadert, zouden ze de bel horen en weglopen. Iedereen applaudisseert, probleem opgelost. Tot er een oude muis, die de hele tijd stilletjes in een hoek was blijven zitten, opmerkt dat het een heel slim plan is, dat zonder twijfel het einde van hun zorgen zou betekenen. Er bleef nog maar één ding te regelen: wie zou de kat de bel ombinden?

## Oorsprong
De uitdrukking zou reeds in de middeleeuwen bekend zijn geweest, maar de oorsprong gaat allicht nog veel verder terug. Vaak wordt de fabel waar de uitdrukking op gebaseerd is, toegeschreven aan de Griekse fabeldichter Aesopus. Het verhaal was ook al opgenomen in de Indiase verhalenbundel Pañcatantra uit de eerste eeuwen van onze jaartelling. Een Arabische versie van ca. 750 verbreidde zich na de elfde eeuw onder de titel Kalila en Dimna in veel Europese talen. Het verhaal staat ook in de Fabels van Jean de La Fontaine, als Conseil tenu par les rats (“Vergadering van de ratten”).
De fabel wordt wel eens verward met “De kat en de muizen”, een sprookje van Aesopus waarin de kat zich als een zak laat hangen van een haak om de muizen te misleiden, of met Le Chat et le vieux rat (“De kat en de oude rat”), een verhaal van La Fontaine waarin de kat zich nog anders vermomt.

## Betekenis
Aan het spreekwoord worden verschillende betekenissen gegeven: 
- “als eerste een moeilijke kwestie aansnijden”[1]
- “iets gevaarlijks ondernemen waar ook anderen de vruchten van zullen plukken”[1]
- “als eerste een begin maken aan iets moeilijks” (een lastige klus of een ingewikkeld gesprek)[3]
- “iets al te publiekelijk ondernemen”[3]
- klokkenluiding, het melden van mistoestanden die iemand geheim wil houden.[4] Ook het Britse burgerjournalistiek netwerk Bellingcat is hiernaar genoemd (“Belling the Cat”: de kat de bel aanbinden).